# Reservoir

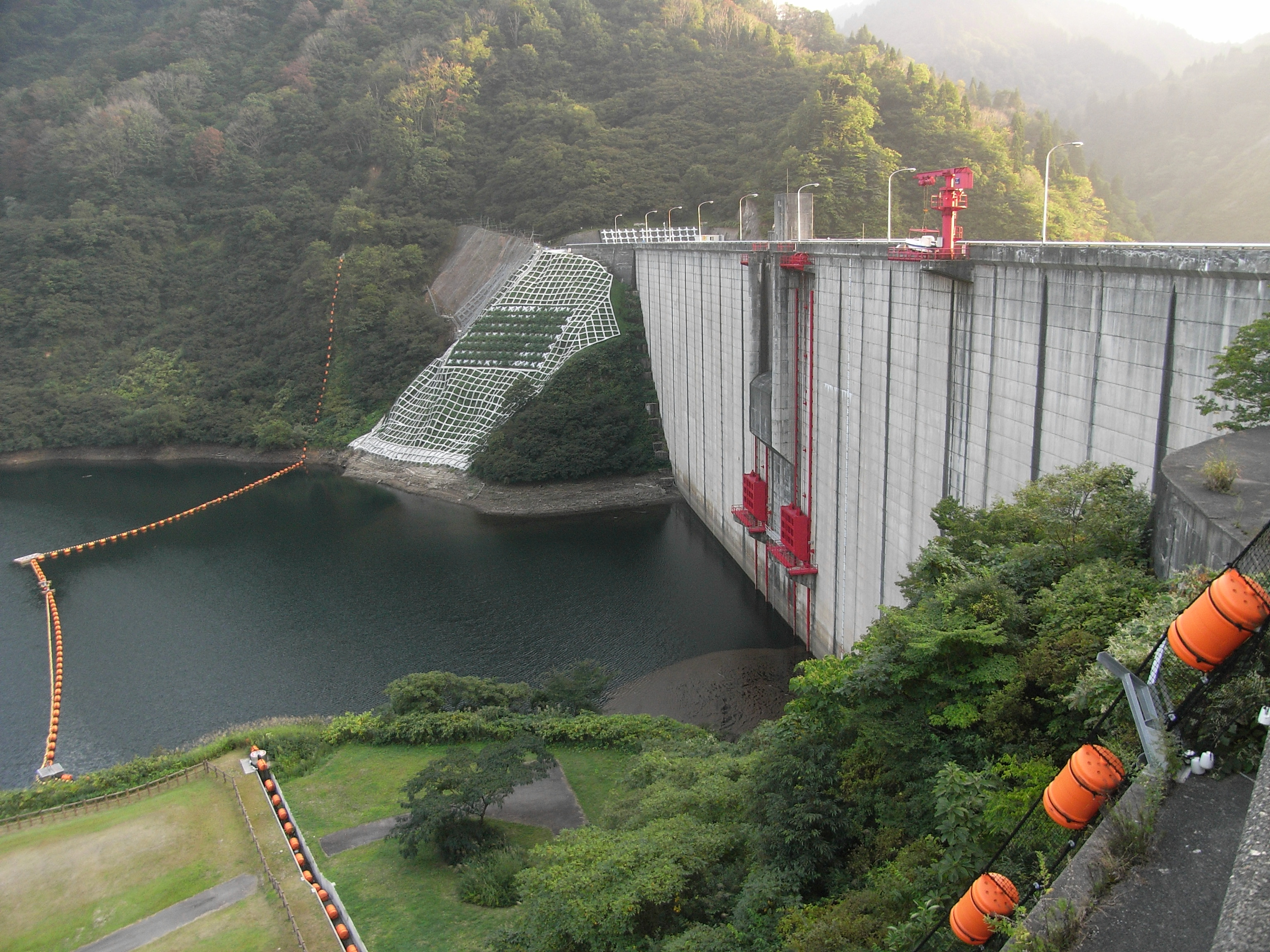
Das Kajigawa Reservoir, errichtet zur Wasserbevorratung

Ein Reservoir (IPA: [ʁezɛʁˈvo̯aːɐ̯], anhörenⓘ; aus dem frz. réservoir von réserve, „Vorrat“) steht allgemein für einen (großen) Behälter, Tank oder Speicher für die Bevorratung von Wasser oder anderen Flüssigkeiten, mit dem Ziel, diese zu einem späteren Zeitpunkt zu nutzen.

## Technische Reservoire
Reservoire sind Teil einer Wasserversorgung. Im flachen Gelände werden sie auf markante Türme montiert (Wasserturm), doch überall, wo es die Topographie erlaubt, baut man Wasserreservoire auf Anhöhen rund um Siedlungen als (meist) unterirdische Tanks oder als offene Stauseen. Die Umgebung von Trinkwasserreservoiren gilt als Gewässerschutzzone und sollte daher möglichst wenig genutzt werden (bezüglich der Nutzungseinschränkungen in verschiedenen Wasserschutzzonen siehe den Artikel „Schutzgebiete in Wasserwirtschaft und Gewässerschutz“). Eine Aufforstung schützt das Trinkwasser im Sommer vor starker Erwärmung und reduziert oder erspart darüber hinaus die Beigabe von Desinfektionsmitteln (Chlor) ins Trinkwasser.
Beispiele:
- Niederschlags-Reservoir
- Trinkwasser-Reservoir
- Löschwasser-Reservoir
- Benzinreservoir
- Sperma-Reservoir (an der Kondomspitze)
- Schmierstoff-Reservoirs bei Linearsystemen

## Biologische Reservoire
Als natürliches Reservoir werden in der Biologie jene Tierarten bezeichnet, in denen zum Beispiel Viren über längere Zeitspannen vermehrt werden, ohne dass die infizierten Individuen Anzeichen einer Erkrankung zeigen. Solche Wirtstiere werden daher auch Reservoirwirte genannt. Sie können Ausgangspunkt für Übergänge der Erreger auf andere Arten sein, unter denen die Infektion dann unter Umständen erhebliche Schäden hervorruft. Näheres dazu unter Erregerreservoir.